# Kerron Stewart

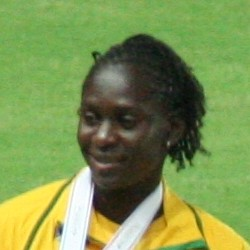
Kerron Stewart, Osaka 2007

Kerron Stewart (ur. 16 kwietnia 1984 w Kingston) – jamajska sprinterka, specjalizująca się w biegu na 100 m. Trzykrotna medalistka olimpijska (Pekin, Londyn) oraz sześciokrotna medalistka mistrzostw świata (m.in. mistrzyni świata z 2009, 2013 oraz 2015 roku), medalistka m.in. igrzysk Wspólnoty Narodów (2014) oraz igrzysk panamerykańskich (2015).

## Rekordy życiowe
| Konkurencja        | Data            | Miejsce  | Czas  | Wiatr    |
| ------------------ | --------------- | -------- | ----- | -------- |
| Bieg na 100 metrów | 10 lipca 2009   | Rzym     | 10,75 | +0,4 m/s |
| Bieg na 200 metrów | 29 czerwca 2008 | Kingston | 21,99 | +1.1 m/s |
| Bieg na 400 metrów | 6 kwietnia 2013 | Auburn   | 51,83 |          |

## Sukcesy

### Igrzyska olimpijskie
| Miejsce | Dzień       | Rok  | Miejscowość | Konkurencja        | Czas biegu | Strata   | Zwycięzca               |
| ------- | ----------- | ---- | ----------- | ------------------ | ---------- | -------- | ----------------------- |
| 2.      | 17 sierpnia | 2008 | Pekin       | bieg na 100 m      | 10,98 s    | + 0,20 s | Shelly-Ann Fraser       |
| 3.      | 21 sierpnia | 2008 | Pekin       | bieg na 200 m      | 22,00 s    | + 0,26 s | Veronica Campbell-Brown |
| DNF.    | 22 sierpnia | 2008 | Pekin       | Sztafeta 4 x 100 m | -          | -        | Belgia                  |
| 9.      | 4 sierpnia  | 2012 | Londyn      | bieg na 100 m      | 11,04 s    | -        | Shelly-Ann Fraser       |
| 2.      | 10 sierpnia | 2012 | Londyn      | Sztafeta 4 x 100 m | 41,41 s    | + 0,59 s | Stany Zjednoczone       |

### Mistrzostwa świata
| Miejsce | Dzień       | Rok  | Miejscowość | Konkurencja        | Czas biegu | Strata   | Zwycięzca               |
| ------- | ----------- | ---- | ----------- | ------------------ | ---------- | -------- | ----------------------- |
| 7.      | 27 sierpnia | 2007 | Osaka       | bieg na 100 m      | 11,12 s    | + 0,11 s | Veronica Campbell-Brown |
| 2.      | 1 września  | 2007 | Osaka       | sztafeta 4 x 100 m | 42,01 s    | + 0,03 s | Stany Zjednoczone       |
| 2.      | 17 sierpnia | 2009 | Berlin      | bieg na 100 m      | 10,75 s    | + 0,02 s | Shelly-Ann Fraser       |
| 1.      | 22 sierpnia | 2009 | Berlin      | sztafeta 4 x 100 m | 42,06 s    | -        | -                       |
| 6.      | 29 sierpnia | 2011 | Daegu       | bieg na 100 m      | 11,15 s    | + 0,25 s | Carmelita Jeter         |
| 5.      | 2 września  | 2011 | Daegu       | bieg na 200 m      | 22,70 s    | + 0,48 s | Veronica Campbell-Brown |
| 2.      | 4 września  | 2011 | Daegu       | sztafeta 4 x 100 m | 41,70 s    | + 0,14 s | Stany Zjednoczone       |
| 5.      | 12 sierpnia | 2013 | Moskwa      | bieg na 100 m      | 10,97 s    | + 0,26 s | Shelly-Ann Fraser       |
| 1.      | 18 sierpnia | 2013 | Moskwa      | sztafeta 4 x 100 m | 41,29 s    | -        | -                       |